# Lebbeus catalepsis
Lebbeus catalepsis is een garnalensoort uit de familie van de Hippolytidae. De wetenschappelijke naam van de soort is voor het eerst geldig gepubliceerd in 1987 door Jensen.